# Opération Alphabet
Batailles
Campagnes du Danemark et de Norvège
- Incident de l'Altmark
- Opération Wilfred
- Opération Weserübung
- Plan R 4
- Campagne de Norvège
- Bataille du détroit de Drøbak
- Bataille de Midtskogen
- Bataille de Narvik
- Opération Hammer
- Bataille de Dombås
- Forteresse d'Hegra
- Bataille de Vinjesvingen
- Opération Alphabet
- Opération Juno
- Îles Féroé
- Invasion de l'Islande
- Groenland
- Opération Doomsday

Front d’Europe de l’ouest
Front d’Europe de l’est
Campagnes d'Afrique, du Moyen-Orient et de Méditerranée
Bataille de l’Atlantique
Guerre du Pacifique
Guerre sino-japonaise
Pendant la Seconde Guerre mondiale, l'opération Alphabet est l'opération militaire consistant en l'évacuation le 4 juin 1940 des troupes alliées (Britanniques, Français, Polonais) du port de Narvik (nord de la Norvège). Cette évacuation sanctionne le succès de l'Allemagne nazie pendant l'opération Weserübung du 6 avril et la fin de la campagne britannique en Norvège. L'évacuation est terminée le 8 juin 1940.

## Déroulement
L'évacuation a été motivée par l'assaut de la Wehrmacht sur le Benelux et la France au printemps 1940 qui a relativement réduit l'importance stratégique de la Scandinavie concernant l'approvisionnement en minerai de fer pour l'Allemagne. Elle est validée le 24 mai 1940.
Plusieurs nuits après l'évacuation militaire, les civils de la ville ont été sauvés par le sous-lieutenant britannique Patrick Dalzel-Job. En désobéissant aux ordres, il a organisé l'évacuation de la population en bateaux de pêche juste avant un bombardement allemand de représailles. La ville a été en grande partie détruite, mais seulement quatre personnes ont été tuées. La marine royale a voulu mettre à pied Patrick Dalzel-Job mais ne put le faire après que le roi Haakon VII de Norvège lui attribua la croix des chevaliers de l'ordre de Saint-Olaf. Plus tard dans la guerre, il a servi avec Ian Fleming. Beaucoup de sources[Lesquelles ?] citent Patrick Dalzael-Job comme inspiration du personnage de James Bond.
Les militaires polonais ont été transférés en mer sur les paquebots polonais MS Batory et MSSobieski (en) réquisitionnés pour la durée de la guerre par le gouvernement polonais en exil et ramenés en Bretagne.

## Conséquences
Une conséquence de l'évacuation alliée de Norvège fut l'affaiblissement de la position de la Suède et de la Finlande vis-à-vis de l'Allemagne nazie. Un accord fut conclu en juin, concernant les transferts de troupes (désarmées) de la Wehrmacht via le réseau suédois des chemins de fer ; probablement un écart dans la politique de neutralité de la Suède pendant cette guerre. En août c'est au tour de la Finlande de signer un accord secret d'acquisition d'armes à l'Allemagne contre la possibilité de transfert de troupes vers le nord de la Finlande. À ce jour l'Allemagne et l'Union soviétique étaient toujours unies par le Pacte germano-soviétique qui avait exclu les autres puissances internationales de l'Europe du Nord.

### Sources et références
- (en) Cet article est partiellement ou en totalité issu de l’article de Wikipédia en anglais intitulé « Operation Alphabet » (voir la liste des auteurs).

1. ↑  Polish Troops in Norway, Published for the Polish Ministry of Information by M.I. Kolin (publishers) Ltd, Londres juillet 1943.